# Mother Goose Goes Hollywood
Mother Goose Goes Hollywood ist ein US-amerikanischer animierter Kurzfilm von Wilfred Jackson aus dem Jahr 1938.

## Handlung
In einem Märchenbuch werden verschiedene Geschichten aufgeschlagen:
- Little Bo Peep: Little Bo Peep in der Gestalt von Katharine Hepburn sucht ihre Schafe.
- „Old King Cole“: Old King Cole in der Gestalt von Hugh Herbert ruft seine drei Geiger zu sich. Die Geiger in der Gestalt der Marx Brothers erscheinen, stimmen ihre Instrumente und zerbrechen sie anschließend. Der König amüsiert sich, Ned Sparks als Narr findet die Darbietung weniger lustig. Joe Penner bringt dem König eine Schüssel und fragt ihn, ob er eine Ente kaufen wolle – in der Schüssel befindet sich Donald Duck, doch der König schließt die Schüssel mit dem Deckel und Donald zetert.
- Rub-a-dub-dub: Captain Bligh (Charles Laughton) befindet sich mit Mr. Manuel (Spencer Tracy) und Freddie Bartholomew in einem waschtrogähnlichen Boot auf See und hat nicht einmal einen Kompass dabei. Little Bo Peep fährt auf der Suche nach ihren Schafen an ihnen vorbei und das Boot kentert.
- Humpty Dumpty: Humpty Dumpty in der Gestalt von W. C. Fields untersucht das Nest seiner Vögel, in dem sich jedoch Charlie McCarthy, die Bauchrednerpuppe von Edgar Bergen, befindet. Er beschimpft ihn und landet bei dem Versuch, ihn zu schlagen, kopfüber in einem Pilz, der nun wie ein Eierbecher erscheint.
- Simple Simon Met a Pieman: Simple Simon (Stan Laurel) angelt in einer Konservenbüchse nach Würmern, Pieman (Oliver Hardy) hat seine gesamten Kuchen übereinandergestapelt. Er bietet Simon einen Kuchen an und der nimmt geschickt einen mitten aus dem Stapel. Während bei ihm der Stapel stehen bleibt, fällt er bei Piemans Versuch zusammen. Pieman wirft einen Kuchen nach Simon, trifft jedoch Little Bo Peep, die nun schwarz im Gesicht ist und mit einem Mal Slang spricht.
- See Saw Margery Daw: Edward G. Robinson und Greta Garbo sitzen auf einer Wippe. Als sie meint, dass sie so gern allein wäre, springt Robinson von der Wippe und Garbo fällt zu Boden.
- Little Jack Horner: Little Jack Horner (Eddie Cantor) beginnt das Lied Sing a Song of Sixpence zu singen. Nach der Liedzeile „twenty black birds baking a pie“ erscheinen neun schwarze Sänger aus einem Kuchen und beginnen zu singen.
- Little Boy Blue: Die neun fordern Little Boy Blue (Wallace Beery) auf, Trompete zu blasen. Der jedoch schläft. Erst nach weiterer Aufforderung durch Fats Waller erwacht er langsam und spielt schließlich Trompete.

Das Buch klappt liegend auf. Auf ihm erhebt sich ein alter Schuh, aus dem schnell Musiker und Instrumente kommen. Es beginnt ein Jazzkonzert, Fred Astaire steppt, Martha Raye und Joe E. Brown tanzen und auch zahlreiche der bereits in früheren Episoden zu sehenden Figuren erscheinen erneut und spielen und tanzen. Am Ende sieht man Little Bo Peep allein mit einer Laterne – sie sucht immer noch ihre Schafe.

## Produktion
Mother Goose Goes Hollywood erschien am 23. Dezember 1938 als Teil der Disney-Trickfilmserie Silly Symphonies. In Mother Goose Goes Hollywood werden verschiedene Mother-Goose-Reime parodistisch dargestellt. Zahlreiche Parodien verbinden sich mit den einzelnen, karikaturistisch dargestellten realen Unterhaltungskünstlern ihrer Zeit, so war Joe Penners Markenzeichen der Satz „Wanna buy a duck?“, wobei die gemeinte Ente im Trickfilm Donald Duck ist. Charles Laughton hatte einen Captain Bligh 1935 in Meuterei auf der Bounty verkörpert, während W. C. Fields bereits 1933 in Alice in Wonderland als Humpty Dumpty aufgetreten war.
Vor allem seit den 1960er-Jahren wurden unter anderem die Szenen mit stereotypen Darstellungen schwarzer Künstler zensiert. Die zensierte Filmfassung war rund sechs Minuten lang.

## Synchronisation
| Rolle | Sprecher      |
| --- | ------------- |
| Marx Brothers, Eddie Cantor, Spencer Tracy, Hugh Herbert, Ned Sparks, Joe Penner, Charles Laughton, W. C. Fields, Charlie McCarthy, Edward G. Robinson, Joe E. Brown, Oliver Hardy | Dave Barry    |
| Katharine Hepburn, Martha Raye, Greta Garbo, Freddie Bartholomew | Sara Berner   |
| Donald Duck | Clarence Nash |
| Fats Waller, Stepin Fetchit | Danny Webb    |

## Auszeichnungen
Mother Goose Goes Hollywood wurde 1939 für einen Oscar in der Kategorie „Bester animierter Kurzfilm“ nominiert, konnte sich jedoch nicht gegen Ferdinand, der Stier durchsetzen.